# Texas Lightning
Texas Lightning es un quinteto alemán de Hamburgo que encaja dentro del género country y se describe a sí mismo como tradicional y moderno. Su música es una mezcla de country y pop, teniendo influencias de estrellas clásicas del country como Patsy Cline, Loretta Lynn, Johnny Cash y Tammy Wynette y de estrellas pop como ABBA, Nancy Sinatra, Linda Ronstadt, Madonna, Michael Jackson y los Beatles, interpretadas con humor country. Los miembros de la banda son Olli Dittrich como 'Ringofire' (percusiones y voz), Jon Flemming Olsen como 'The Flame' (voz y guitarra), Markus Schmidt como 'Fastfinger' (guitarra eléctrica y banjo), Uwe Frenzel como 'Friendly' (contrabajo y voz) y la australiana Jane Comerford (voz y ukulele). La primera presentación de la banda tuvo lugar el 23 de diciembre de 2000, en el club musical "Knust" en Hamburgo, como Texas Lightning & The Rodeo Rockets, aunque ha habido diferentes cambios en la alineación de la banda desde entonces.

## El paso por Eurovisión
El 9 de marzo de 2006 Texas Lightning ganó el concurso alemán para el Festival de la Canción de Eurovisión 2006 y representó a Alemania en las finales el 20 de mayo de 2006 en Atenas, Grecia. La canción que interpretaron fue "No No Never", escrita y compuesta por Jane Comerford. Fueron el primer grupo country en participar en Eurovisión. La canción terminó en 15.ª posición con 36 puntos, para sorpresa de Alemania pues esperaban un mejor resultado.
"No No Never" fue lanzada como sencillo en Alemania, Austria y Suiza. Alcanzó el número 1 en la lista "Media Control" alemana, el n.º 4 en Austria y n.º 6 en Suiza.

## Ciudadanos Honorarios de Texas
A través de una nominación por Steve Sivek de Baytown, Texas y la presentación por Tommy Williams, Senador del Estado de Texas, los miembros de Texas Lightning fueron, por la Proclamación 603 y ante el Senado del Estado de Texas, declarados Tejanos Honorarios. La proclamación fue pasada por el senado estatal en junio de 2006.

## Discografía

### Álbumes de estudio
- 2006 "Meanwhile, Back at the Ranch"
- 2009 "Western Bound"

### Sencillos
- 2005 "Like a Virgin"
- 2006 "No No Never" (Platinum Status)
- 2006 "I Promise"
- 2009 "Seven Ways to Heaven"